# Cynoglossum henricksonii
Cynoglossum henricksonii är en strävbladig växtart som beskrevs av Larry C. Higgins. Cynoglossum henricksonii ingår i släktet hundtungor, och familjen strävbladiga växter. Inga underarter finns listade i Catalogue of Life.